# Kiang
Kiangul (Equus kiang) este un mamifer din familia ecvidelor. Trăiește în stepele montane de pe Platoul Tibetan, din teritoriul indian Ladakh și din nordul Nepalului.

## Descriere

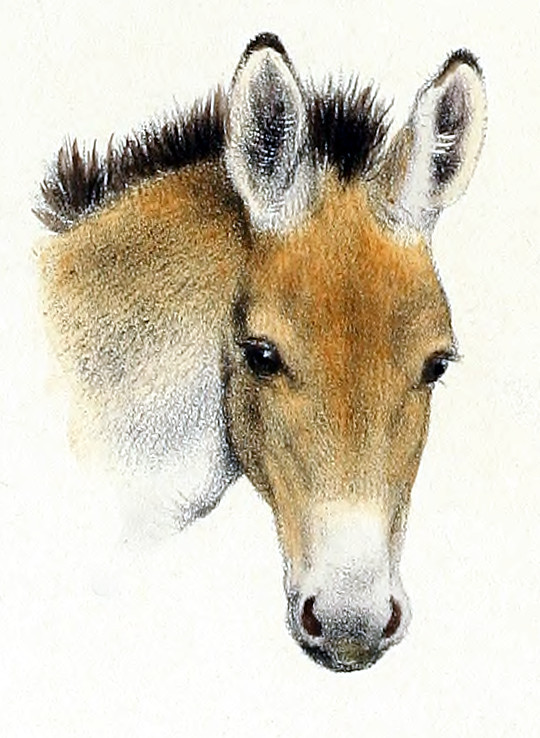
Imagine din cartea "The Great and Small Game of India, Burma, and Tibet" (1900)

Kiangul poate atinge înălțimea la greabăn de 142 cm, lungimea corpului de 214 cm și lungimea cozii de 45 cm. Dimorfismul sexual este puțin pronunțat, masculii cântărind între 350 și 400 kg și femelele între 250 și 300 kg.
Kiangul este strâns înrudit cu onagrul, fiind uneori clasificat drept o subspecie a sa. Totuși studiile moleculare arată că este o specie aparte.

## Mod de viață
Aceste animale formează uneori herghelii de până la câteva sute de indivizi. Aceste asocieri sunt totuși temporare, constând fie doar din armăsari tineri, fie din iepe cu mânjii lor. Armăsarii maturi sunt de obicei solitari, apărând de rivali un teritoriu de 0,5 – 5,0 kmp și dominând grupurile locale de femele. 

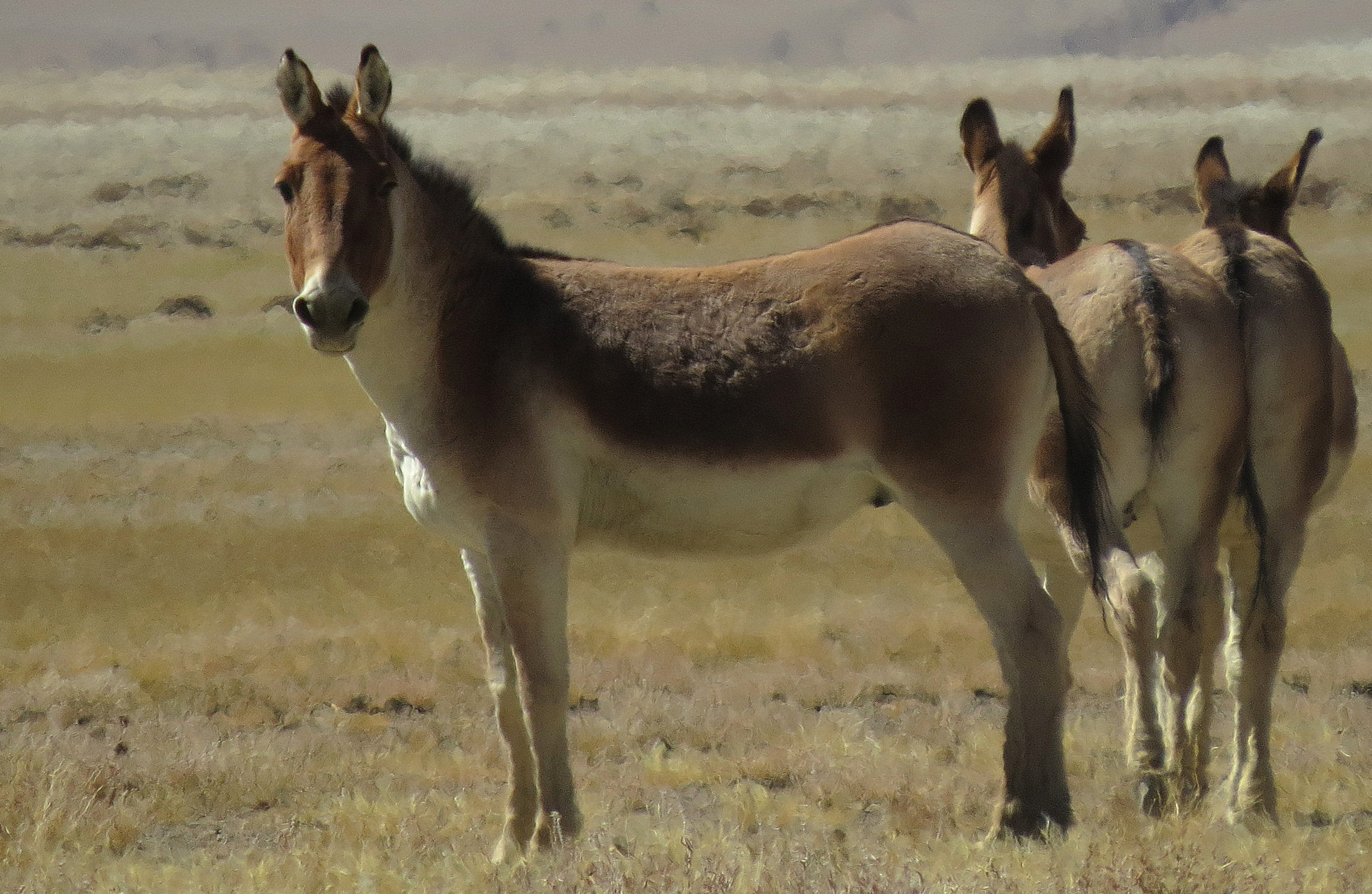
Kiang în rezervația naturală Changthang în China

Împerecherea are loc între sfârșitul lunii iulie și sfârșitul lunii august. Gestația durează conform diferitor relatări între șapte și doisprezece luni și rezultă în nașterea unui singur mânz. Nou-născutul poate cântări până la 35 kg și în câteva ore de la naștere este în stare să-și urmeze mama. 
Kiangii pot ajunge în sălbăticie până la vârsta de 20 de ani. Nu au fost domesticiți niciodată.

## Diverse
Naturalistul Chris Lavers sugerează că relatările călătorilor despre kiang au reprezentat una dintre sursele de inspirație pentru unicorn, prima dată descris de către medicul grec Ctesias.